# Анрі Барбюс
Анрі Барбюс (фр. Henri Barbusse; 17 травня 1873, Аньєр — 30 серпня 1935, Москва) — французький письменник-марксист, журналіст. Почесний іноземний член Академії Наук СРСР (1933). З 1923 — член Французької комуністичної партії.
Автор роману «Вогонь» (Le Feu, 1916), статей «Світло з безодні» (1920), «Маніфест інтелектуалів» (1930), «Росія» (1930), збірок новел «Пригоди», «Правдиві історії» (1928).
У своїх творах пропагував комунізм, висловлював підтримку політики СРСР і Сталіна особисто.
Помер під час візиту до Радянського Союзу 30 серпня 1935 року в Москві. Похований в Парижі на кладовищі Пер-Лашез.

## Біографія
Народився 17 травня 1873 року у містечку Аньєр (нині Аньєр-сюр-Сен). Батько хлопчика був провінційним журналістом. Після закінчення Сорбонни, Барбюс починає літературну діяльність.
У 1895 році письменник видає першу збірку віршів «Плакальниці», яка одразу ж отримує схвальні відгуки тогочасних декадентів.
У 1903 році виходить у світ роман «Благаючі», у якому переважають песимістичні настрої. У романі «Пекло» (1908 рік) Барбюс вже використовує реалістичні методи опису дійсності.
У Франції напередодні Першої світової війни насаджуються шовіністичні ідеї та прославляється війна. З початком війни, Анрі Барбюс йде на фронт у складі французьких військ. Саме війна змінює його світосприйняття назавжди. Барбюс намагається, як журналіст побачити війну своїми власними очима, тому відхиливши запропоноване місце у штабі вирушає прямо на фронт.
Своєрідним щоденником фронтового життя є «Листи з фронту», які Барбюс надсилав своїй дружині протягом двох років. Якщо на початку війни, письменник вважав, що треба йти на подвиги заради перемоги та соціального визволення, то пізніше він відхиляє ці думки і вважає війну неприпустимою. Пізніше цей фронтовий щоденник стане матеріалом для найвідомішої книги Барбюса — «Вогонь».
Ось що він пише у одному із листів:
|  | « Цей безперервний прояв героїзму відбувається заради цілей, які я вважаю дуже туманними, не пов'язаними з нашим єством і дійсно такими, які суперечать призначенню людини.» |

## Анрі Барбюс і Україна

### Процес Шварцбарда
На процесі Самуїла Шварцбарда, який убив Симона Петлюру, Анрі Барбюс заступався за Шварцбарда і був на його боці.

## Пам'ять
У деяких містах Франції є вулиця Анрі Барбюса.

## Українські переклади
- Вогонь. Оповідання / Анрі Барбюс. пер. з франц. М. Терещенко, Е. Ржевуцька, І. Дзюб; упоряд., авт. передм. Д. Наливайко — К.: Дніпро, 1969.— 339 с.— (Вершини світового письменства; Т. 4). [Архівовано 26 квітня 2015 у Wayback Machine.]
- Вогонь.(Щоденник взводу) / А. Барбюс; пер. з фр.: М. Терещенко; вступ. ст.: Д. С. Наливайко. — Київ: Молодь, 1974. — 303 с. — (Шкільна бібліотека). [Архівовано 26 квітня 2015 у Wayback Machine.]